# Christian Borgatello
Christian Borgatello (* 10. Februar 1982 in Meran) ist ein italienischer Eishockeyspieler, der seit 2019 erneut beim HC Meran in der Alps Hockey League unter Vertrag steht.

## Karriere
Christian Borgatello begann seine Karriere als Eishockeyspieler beim HC Meran, für den er von 1998 bis 2004 insgesamt sechs Jahre lang in der Serie A1 aktiv war und mit dem er gleich in seinem Rookiejahr 1999 erstmals Italienischer Meister wurde. Nachdem der Verteidiger die Saison 2004/05 bei den Dundee Stars aus der British National League verbracht hatte, kehrte er in seine italienische Heimat zurück, wo er mit den HC Milano Vipers 2006 zunächst die Meisterschaft und anschließend die Supercoppa gewann. Nach zwei Jahren unterschrieb der Rechtsschütze bei deren Ligarivalen HC Bozen, für den er von 2007 bis 2011 spielte, und mit dem er 2007 und 2008 jeweils die Supercoppa, sowie den Messe Cup gewann, sowie 2008 und 2009 italienischer Meister wurde. Zudem gewann Borgatello mit Bozen 2009 erstmals in seiner Laufbahn die Coppa Italia. 
Zur Saison 2011/12 wechselte Borgatello zu Alba Volán Székesfehérvár aus der Österreichischen Eishockey-Liga, kehrte jedoch bereits im Oktober 2011 zum HC Bozen in die Serie A1 zurück, mit dem er 2012 sowohl den Meistertitel als auch die Supercoppa gewinnen konnte. Im Sommer 2013 folgte der Wechsel zum Lokalrivalen HC Pustertal, ein Jahr später wechselte Borgatello zu Ritten Sport. Mit Ritten Sport gewann er 2015 zum zweiten Mal die Coppa sowie 2016 und 2017 auch die italienische Meisterschaft und 2017 auch die Erstaustragung der multinationalen Alps Hockey League.

### International
Für Italien nahm Borgatello an den U18-B-Weltmeisterschaften 1999 und 2000 sowie der U20-B-Weltmeisterschaft 2000 und nach der Umstellung auf das heutige Divisionensystem an den U20-Weltmeisterschaften der Division I 2001 und 2002 teil. 
Bei den Herren stand er im Aufgebot Italiens bei den Weltmeisterschaften der Top-Division 
2002, 2006, 2007, 2008, 2010, 2012 und 2014 sowie der Division I 2003, 2005, 2009 und 2013, als er zum besten Spieler seiner Mannschaft gewählt wurde. Zudem vertrat er seine Farben bei den Olympischen Winterspielen 2006 in Turin und den Qualifikationsturnieren zu den Winterspielen 2010 in Vancouver und 2018 in Pyeongachng, für die sich die Italiener aber jeweils nicht qualifizieren konnten.

## Erfolge und Auszeichnungen
| - 1999 Italienischer Meister mit den HC Meran - 2005 Aufstieg in die Top-Division bei der Weltmeisterschaft der Division I, Gruppe B - 2006 Italienischer Meister mit den HC Milano Vipers - 2006 Supercoppa Italiana-Gewinn mit den HC Milano Vipers - 2007 Supercoppa Italiana-Gewinn mit dem HC Bozen - 2007 Messe-Cup-Gewinn mit dem HC Bozen - 2008 Italienischer Meister mit dem HC Bozen - 2008 Supercoppa Italiana-Gewinn mit dem HC Bozen - 2008 Messe-Cup-Gewinn mit dem HC Bozen - 2009 Bester Verteidiger des IIHF Continental Cup | - 2009 Italienischer Meister mit dem HC Bozen - 2009 Coppa Italia-Gewinn mit dem HC Bozen - 2009 Aufstieg in die Top-Division bei der Weltmeisterschaft der Division I, Gruppe B - 2012 Italienischer Meister mit dem HC Bozen - 2012 Supercoppa Italiana-Gewinn mit dem HC Bozen - 2013 Aufstieg in die Top-Division bei der Weltmeisterschaft der Division I, Gruppe A - 2015 Coppa Italia-Gewinn mit Ritten Sport - 2016 Italienischer Meister mit Ritten Sport - 2017 Italienischer Meister mit Ritten Sport - 2017 Gewinn der Alps Hockey League mit Ritten Sport |